# جولييت باول
جولييت باول (بالإنجليزية: Juliette Powell) هي متسابقة ملكة الجمال وصحفية ومقدمة تلفزيونية أمريكية، ولدت في 22 يونيو 1976 في نيويورك في الولايات المتحدة.

## وصلات خارجية
- الموقع الرسمي